# عاشقی در چندی‌گر
عاشقی در چندی‌گر (به هندی: Chandigarh Kare Aashiqui) و (به انگلیسی: Does romance in Chandigarh) فیلمی هندی محصول سال ۲۰۲۱ و به کارگردانی آبیشک کاپور است. در این فیلم بازیگرانی همچون آیوشمان کورانا، وانی کاپور و آنجان سیرواستاو ایفای نقش کرده‌اند.

## داستان
مانو مونجال(آیوشمان کورانا) صاحب یک باشگاه ورزشی در چندی‌گر است که برای مسابقه سالانه برترین بدنساز آماده می‌شود. اما سالن بدنسازی او نمی‌تواند مشتری جذب کند تا زمانی که مربی زومبا مانوی برار(وانی کاپور) به آن باشگاه می‌پیوندد و همه چیز از نظر مالی بالا می‌رود. مانو عاشق مانوی می‌شود و همان‌طور که آنها در آستانه اولین بوسه خود هستند، او می‌گوید که می‌خواهد چیزی به او بگوید. با این حال مانو از شنیدن صدای او امتناع می‌کند و رابطه جنسی را آغاز می‌کند. اگرچه در ابتدا کمی مردد بود، اما پیش می‌رود و هر دو به اوج نزدیک می‌شوند. بعداً رابطه عاشقانه مداوم را شروع می‌کنند. خانواده مانو نیز مانوی را دوست دارند و خواهرانش او را تشویق به ازدواج با او می‌کنند. همان‌طور که مانو در نهایت قصد خود را برای ازدواج با او ابراز می‌کند، مانوی بالاخره می‌گوید که او یک زن ترنس است. مانو که عصبانی و مبهوت شده‌است می‌گوید که به دنبال انتقام است. او از خودش منزجر است، زیرا مدام فکر می‌کند «با مردی رابطه جنسی داشته‌است.» دوستانش اشارات تحقیر آمیزی به مانوی می‌کنند که خشم او را بیشتر می‌کند. علیرغم شکست رابطه شان آنها همچنان به یکدیگر عشق می‌ورزند.
مانوی با مادرش پیوند نزدیکی ندارد اما پدرش او را پذیرفته‌است. مانو با تماشای ویدئوها، تعامل با یک زن ترنس و مشاوره گرفتن با دوستانش به این نتیجه می‌رسد که رابطه او با مانوی طبیعی است. در نهایت، او متوجه می‌شود که متولد شدن در بدن مرد یک نقص بیولوژیکی بود که مانوی آن را از طریق جراحی برطرف کرد و حالا او مجبور است او را همان‌طور که بود بپذیرد. مردم حقیقت را دربارهٔ مانوی متوج می‌شوند و در ملاء عام به او توهین می‌کنند. در نتیجه تحقیر عمومی و حمله قلبی پدرش، او تصمیم می‌گیرد چندی‌گر را ترک کند. او با عجله به بیمارستان می‌رود، جایی که مانو نیز به آن جا می‌آید. مانو به مانوی می‌گوید که می‌خواهد با او باشد و برای مانوی در مقابل خانواده‌اش هم می‌ایستد.
مانو برای عنوان برترین بدنساز رقابت می‌کند و در آخرین دور مسابقات، مانوی برای تشویق او به محل مسابقه می‌رود. مانو با حضور مانوی انگیزه می‌گیرد و وزنه‌های اضافی را بلند می‌کند و برنده مسابقه می‌شود. پس از پیروزی مانو در مقابل جمعیت از مانوی می‌پرسد که آیا می‌خواهد با او باشد یا خیر و مانوی می‌گوید بله.